# Porters tre basstrategier
Porters tre basstrategier (engelska Porter's Generic Strategies) är några marknadsstrategier som visar möjliga positioner för ett företag att förhålla sig gentemot dess konkurrenter. Strategierna är lanserade av Michael Porter.
- Kostnadsledarskap innebär att företaget konkurrerar med sitt låga pris i hela marknaden.

- Differentiering avser att på något sätt särskilja sig från konkurrenterna i den hela marknaden, exempelvis med en speciell produkt.

- Fokusering kan innebära 
  - kostnadsbaserad fokusering som innebär detsamma som kostnadsledarskap frånsett att man nu inriktar sig för en mindre del av marknaden.
  - differentieringsbaserad fokusering som innebär detsamma som differentiering, men mot på en mindre del av marknaden.